# Salvatore D'Angelo
Salvatore D'Angelo (Maddaloni, 25 gennaio 1920 – Maddaloni, 30 maggio 2000) è stato un presbitero e politico italiano.

## Biografia
Salvatore D'Angelo nasce a Maddaloni il 25 gennaio del 1920. A 14 anni, dopo aver frequentato i seminari di Caserta, Benevento e Napoli, è già a Roma, al seminario francese, dove lo chiama il cardinale Luigi Maglione, poi nominato Segretario di Stato del Vaticano. Nel seminario francese, don Salvatore rimane otto anni, conseguendo, nel frattempo, il baccalaureato in filosofia e la licenza in sacra teologia presso la Pontificia Università Gregoriana.
Successivamente, dopo la sua ordinazione sacerdotale, consegue, nella Pontificia Università Lateranense, il titolo di baccelliere in "utroque iure". Nell'immediato dopo guerra, decide subito di rinunziare a qualsiasi carica nell'ambito ecclesiastico e si dedica, così, interamente all'attività di assistenza all'infanzia abbandonata. Il cardinale Giovanni Benelli, sostituto della segreteria di Stato, che visiterà il Villaggio, per la prima volta, nel 1970, rimane particolarmente colpito dalla grandezza dell'opera. A novembre del 1947, infatti, don Salvatore, al rientro dalla prima colonia estiva organizzata per i ragazzi orfani, occupa la caserma Nino Bixio, di origini borboniche ed abbandonata dopo la guerra, e lì insedia il quartiere generale delle sue attività. Nasce così la "Casa del Fanciullo" che diventerà "Villaggio dei Ragazzi" e, poi, "Fondazione Villaggio dei Ragazzi", con riconoscimento di ente morale nel 1975. Nel 1961 riceve il diploma di benemerito della scuola, della cultura e dell'arte con relativa medaglia d'oro. A Natale dello stesso anno riceve a Milano la "Stella della bontà", "per l'instancabile, generosa opera" (si legge, tra l'altro, nella motivazione) svolta a favore dell'infanzia abbandonata.
Padre Byron, presidente dell'Università Cattolica di Washington, gli consegna, negli Stati Uniti d'America, il premio del centenario dell'Ateneo per "il costante impegno in favore dei giovani e per la risonanza internazionale della Fondazione Villaggio dei Ragazzi". Amico fraterno di Giulio Andreotti, suo strettissimo collaboratore e consigliere spirituale, è stato a lungo segretario della sezione Dc di Maddaloni.
Muore per un arresto cardiaco nel primo pomeriggio del 30 maggio 2000. La sua vita è raccontata nel film Solo Dio mi fermerà (1957).